# Sinicena
Sinicena is een geslacht van weekdieren uit de klasse van de Gastropoda (slakken).

## Soort
- Sinicena chinensis (Kang, 1986)